# Aquarela do Brasil
"Aquarela do Brasil" é uma das mais populares canções brasileiras de todos os tempos, escrita pelo compositor mineiro Ary Barroso em 1939. O samba foi gravado a primeira vez por seu parceiro Francisco Alves, e depois por diversos artistas que vão de Carmen Miranda a Frank Sinatra, passando por João Gilberto, Tom Jobim, Caetano Veloso, Tim Maia, Gal Costa, Erasmo Carlos e Elis Regina. Aquarela do Brasil foi considerada a décima segunda música maior do Brasil segundo a revista Rolling Stone Brasil e melhor canção do século XX de acordo com eleição da Rede Globo..
Conforme dados de 2021, “Aquarela do Brasil”, de Ary Barroso, era a segunda canção brasileira mais regravada de todos os tempos, de acordo com o ECAD, Escritório Central de Arrecadação e Distribuição, que é o órgão responsável por captar e distribuir valores pagos pela execução de canções em eventos e nos mais diversos tipos de mídia.

## Antecedentes e produção
A canção "Aquarela do Brasil" recebeu esse título porque foi composta numa noite de 1939 na qual Barroso foi impedido de sair de casa devido a uma forte tempestade. Naquela mesma noite, também compôs "Três Lágrimas" antes que a chuva acabasse.
Antes de ser gravada, "Aquarela do Brasil", inicialmente chamada de "Aquarela Brasileira", foi apresentada pelo barítono Cândido Botelho no musical Joujoux e balangandans, espetáculo beneficente patrocinado por Darcy Vargas, a então primeira-dama. A canção foi originalmente gravada por Francisco Alves, com arranjos e acompanhamento de Radamés Gnattali e sua orquestra, e lançada pela Odeon Records naquele mesmo ano. Foi também gravada por Aracy Cortes e, apesar da popularidade da cantora, a canção não fez sucesso, talvez por não ter se adequado bem à voz dela.

## Popularidade
O sucesso de "Aquarela do Brasil" demorou a se perpetuar. Em 1940, não conseguiu ficar entre as três primeiras colocadas no concurso de sambas carnavalescos, cujo júri era presidido por Heitor Villa-Lobos, com quem Barroso cortou relações, que só foram retomadas quinze anos depois, quando ambos receberam a Comenda Nacional do Mérito. O sucesso só veio após a inclusão no filme de animação Saludos Amigos, lançado em 1942 pelos Estúdios Disney. Foi a partir de então que a canção ganhou reconhecimento não só nacional como internacional, tendo se tornado a primeira canção brasileira com mais de um milhão de execuções nas rádios estadunidenses. 
Devido à enorme popularidade conquistada nos Estados Unidos, a canção recebeu uma letra em inglês do compositor Bob Russell, escrita para Frank Sinatra em 1957. Desde então, já foi interpretada por cantores de praticamente todas as partes do mundo.
Durante a ditadura militar, Elis Regina interpretou aquela que talvez seja a versão mais sombria da canção, acompanhada por um coral que reproduzia os cantos dos povos indígenas do Brasil.

## Críticas
A canção, por exaltar as qualidades e a grandiosidade do país, marcou o início do movimento que ficaria conhecido como samba-exaltação. Este movimento, por ser de natureza extremamente ufanista, era visto por vários como sendo favorável à ditadura de Getúlio Vargas, o que gerou críticas a Barroso e à sua obra. No entanto, a família do compositor nega que ele algum dia tenha sido favorável à política de Vargas, destacando o fato de que ele também escreveu "Salada Mista" (gravada em outubro de 1938 por Carmen Miranda), uma canção contrária ao nazi-fascismo do qual Vargas era simpatizante. Vale notar também que antes de seu lançamento, o Departamento de Imprensa e Propaganda (DIP) vetou o verso "terra do samba e do pandeiro", por entender que era "depreciativo" para o Brasil. Barroso teve de ir ao DIP para convencer os censores da preservação do verso.
Outra crítica feita à obra de Barroso, na época, foi que usava termos pouco usuais no cotidiano, tais como "inzoneiro", "merencória" e "trigueiro", e que abusava da redundância nos versos "meu Brasil brasileiro" e "esse coqueiro que dá coco". O autor se defendeu, dizendo que estas expressões são efeitos poéticos indissolúveis da composição. Na gravação original, Francisco Alves canta "mulato risoneiro" no lugar de "inzoneiro" por não ter compreendido a caligrafia ilegível de Barroso.

## Gravações famosas
- 1939: Francisco Alves (primeira gravação, feita em 18/08/1939, com arranjos e acompanhamento de Radamés Gnattali e sua Orquestra)
- 1942: Xavier Cugat and His Waldorf-Astoria Orchestra (Columbia 36651-A)
- 1942: Jimmy Dorsey e sua Orquestra, vocais de Bob Eberly e Helen O'Connell (Decca, 18460-B; Nova York, 14 de julho de 1942)
- 1943: Carmen Miranda em Entre a Loura e a Morena
- 1957: Frank Sinatra em Come Fly with Me
- 1958: Bing Crosby em Fancy Meeting You Here
- 1960: Ray Conniff em Say It with Music (A Touch of Latin)
- 1963: Paul Anka em Our Man Around the World
- 1970: Antonio Carlos Jobim em Stone Flower[10]
- 1970: Erasmo Carlos em Erasmo Carlos & Os Tremendões
- 1974: Made in Brazil em Made in Brazil
- 1974: Wilson Simonal - Full Album / Vinilo completo - 1974
- 1975: Elis Regina em A Arte de Elis Regina
- 1976: Chet Atkins em Guitar Monsters
- 1980: Simone em Ao Vivo
- 1980: Gal Costa em Aquarela do Brasil
- 1981: João Gilberto, Caetano Veloso, Gilberto Gil, e Maria Bethânia em Brasil
- 1985: Cláudya em Luz da Vida (Ao Vivo)
- 1986: João Gilberto em Live at the 19th Montreux Jazz Festival
- 1987: Ney Matogrosso em Pescador de Pérolas
- 1988: Emílio Santiago em Aquarela Brasileira Vol. 1
- 1990: Harry Belafonte em Around the World with the Entertainers
- 1991: Deborah Blando em A Different Story
- 1994: Os Três Tenores em The Three Tenors in Concert 1994
- 1995: Tim Maia em Nova Era Glacial
- 1995: Dionne Warwick em Aquarela do Brazil
- 1997: Pink Martini em Sympathique
- 1998: Vengaboys em To Brazil
- 2000: Daniel Barenboim em Brazilian Raphsody
- 2002: Metrô em Déjà Vu
- 2004: Martinho da Vila em Apresenta Mané do Cavaco
- 2005: Arcade Fire em Rebellion (Lies) (Lado B)
- 2005: Daniela Mercury em Balé Mulato
- 2005: Plácido Domingo em Lo Essencial de
- 2006: Beirut em Live at The Flying Anvil

## Usos na cultura popular

### Cinema
- 1940: Laranja da China
- 1942: Aquarela do Brasil
- 1942: Saludos Amigos (segmento Aquarela do Brasil)
- 1943: Entre a Loura e a Morena[11]
- 1943: Gals, Incorporated
- 1943: Popular Science
- 1944: The Three Caballeros
- 1944: Brazil
- 1944: Jam Session
- 1948: Sitting Pretty
- 1955: La Culpa de los Hombres
- 1956: The Eddy Duchin Story
- 1965: Samba
- 1972: Os Inconfidentes
- 1976: Silent Movie
- 1980: Stardust Memories
- 1985: Brazil, o filme
- 1998: There's Something About Mary
- 1999: Being John Malkovich (trailer)
- 1999: Three to Tango
- 2000: Woman On Top
- 2002: Carandiru
- 2003: Something's Gotta Give
- 2004: The Aviator
- 2004: Millions
- 2006: Sicko
- 2007: Bee Movie (trailer)
- 2008: Wall-E (trailer)
- 2009: Embarque Imediato
- 2009: Austrália
- 2014: Mr. Peabody and Sherman
- 2017: Star Wars: Episódio VIII - Os Últimos Jedi[12]

### Televisão
- Meados da década de 90: Cadeia Alborghetti
- 1996: O Laboratório de Dexter (episódio: "Dimwit Dexter")
- 2000: Aquarela do Brasil (tema de abertura)
- 2002: The Simpsons (episódio: "Blame It on Lisa")
- 2007: Vidas Opostas (tema de abertura)
- 2007: Eterna Magia (tema do Rio de Janeiro)
- 2008: Eli Stone (tema de abertura)
- 2013: Carrossel